# Алкет I Македонский
Алкет (др.-греч. Ἀλκέτας Α΄) — македонский царь, правивший в VI в. до н. э., 5-й в династии Аргеадов.
Геродот упоминает Алкета как сына царя Аеропа I. Евсевий Кесарийский определяет продолжительность царствования Алкета в 29 лет и замечает, что жил тот во времена, когда Кир был царем Персии. Позднее имя Алкет носили цари Эпира.
Само имя является производным от греческого «храбрый человек».